# جون كلارك (سياسي أمريكي)
جون كلارك (بالإنجليزية: John Clark) هو فلاح وسياسي أمريكي، ولد في 1 فبراير 1761 في مقاطعة نيو كاسل في الولايات المتحدة، وتوفي بنفس المكان في 14 أغسطس 1821. حزبياً، نشط في الحزب الفيدرالي الأمريكي. وقد انتخب حاكم ولاية ديلاوير ‏ (21 يناير 1817 – 18 يناير 1820).